# MGB ABDeh 4/10
De ABDeh 4/10, ook wel Komet genoemd, is een elektrisch treinstel met lagevloerdeel bestemd voor het regionaal personenvervoer van de Matterhorn Gotthard Bahn (MGB).

## Geschiedenis
Deze treinen zijn door Stadler Rail ontwikkeld uit de GTW met een motorrijtuig voorzien van panoramisch uitzicht in het dak.
De treinen werden door Matterhorn Gotthard Bahn (MGB) besteld bij Stadler Rail.
Op 1 januari 2003 fuseerde de Brig-Visp-Zermatt-Bahn (BVZ) met de Furka-Oberalp-Bahn (FO) en vormde de Matterhorn Gotthard Bahn (MGB).
Op 23 december 2011 werd bekend dat de Matterhorn Gotthard Bahn 1 treinstel van het type ABDeh 4/10 bij Stadler Rail had besteld. Deze treinen zullen tussen 2013 en 2014 worden geleverd. De levering omvat vervolgens:
- 6 treinstellen van het type ABDeh 4/8
- 11 lagevloertussenrijtuigen
- 4 gelede stuurstandrijtuigen behorende bij treinstellen het type ABDeh 4/8 en van het type ABDeh 4/10

## Constructie en techniek
Het treinstel is opgebouwd uit een aluminium frame. Het treinstel heeft een lagevloerdeel. Deze treinstellen kunnen tot drie stuks gecombineerd rijden. De treinstellen zijn uitgerust met luchtvering. Kan in treinschakeling rijden met treinen van het type ABDeh 4/8.

### Tandradsysteem
Deze treinstellen zijn voorzien van het tandradsysteem Abt. Abt is een systeem voor tandradspoorwegen, ontwikkeld door de Zwitserse ingenieur Carl Roman Abt (1850-1933).

## Treindiensten
Deze treinen worden door Matterhorn Gotthard Bahn (MGB) ingezet op het volgende traject:
- Zermatt - Visp - Brig

## Foto's

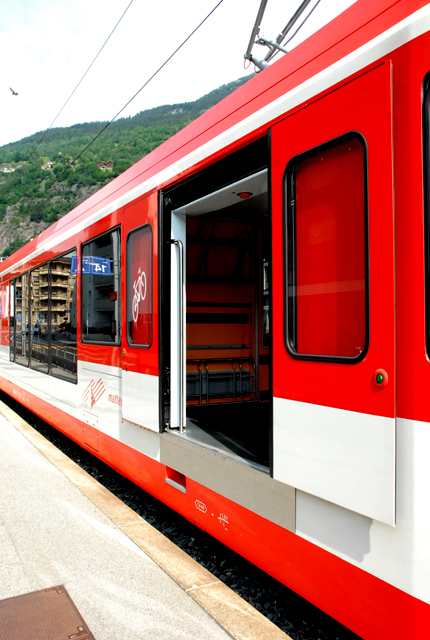
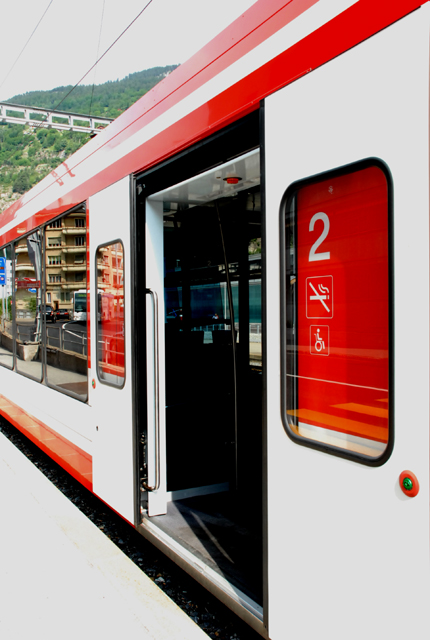

Voormalige spoorwegondernemingen: Furka-Oberalp-Bahn (FO) · Schöllenenbahn (SchB) · Brig-Visp-Zermatt-Bahn (BVZ)